# Бунка
Бунка (яп. 文化 бунка, культура, цивилизация) — девиз правления (нэнго) японских императоров Кокаку и Нинко, использовавшийся с 1804 по 1818 год. Девиз правления был объявлен в связи с началом нового 60-летнего цикла китайского календаря.

## Продолжительность
Начало и конец эры:
- 11-й день 2-й луны 4-го года Кёва (по григорианскому календарю — 22 марта 1804);
- 22-й день 4-й луны 15-го года Бунка (по григорианскому календарю — 26 мая 1818).

## Происхождение
Название нэнго было заимствовано:
- из Книги Перемен:「観乎天文以察時変、観乎人文以化成天下」[5];
- из 92-го цзюаня «Хоу Ханьшу»:「宣文教以章其化、立武備、以秉其威」[5].

## События
- 27 сентября 1804 года (1-й год Бунка) — в город Нагасаки прибыл русский корабль «Надежда» доставив назначенного посла в Японии Николая Резанова;
- 22 апреля 1806 года (4-й день 3-й луны 3-го года Бунка) — пожар в Эдо, известный как пожар годов Бунка (яп. 文化の大火 Бунка но тайка), один из самых крупных за всю историю города;
- 1807 год (4-й год Бунка) — обрушился мост Эйтай на реке Сумида, погибло более полутора тысяч человек. Ответственных за техническое состояние моста судили и сослали на отдаленные острова[7];
- 25 сентября 1810 год (27-й день 8-й луны 7-го года Бунка) — землетрясение на севере острова Хонсю (39°54′00″ с. ш. 139°54′00″ в. д.HGЯO), магнитудой 6,6[8];
- 1811—1813 годы (8-й — 10-й годы Бунка) — российско-японский конфликт, известный как инцидент Головнина;
- 7 декабря 1812 года (4-й день 11-й луны 9-го года Бунка) — землетрясение на острове Хонсю (35°24′00″ с. ш. 139°36′00″ в. д.HGЯO), магнитудой 6,6[8];
- 1817 год (14-й год Бунка) — император Кокаку с процессией отправился во дворец Сэнто (который тогда носил название Сакурамати), традиционное местопребывание бывших императоров[9];

## Сравнительная таблица
Ниже представлена таблица соответствия японского традиционного и европейского летосчисления. В скобках к номеру года японской эры указано название соответствующего года из 60-летнего цикла китайской системы гань-чжи. Японские месяцы традиционно названы лунами.
| 1-й год Бунка (Деревянная Крыса)     | 1-я луна        | 2-я луна*  | 3-я луна              | 4-я луна* | 5-я луна* | 6-я луна  | 7-я луна*             | 8-я луна    | 9-я луна*              | 10-я луна  | 11-я луна  | 12-я луна                |                |
| ------------------------------------ | --------------- | ---------- | --------------------- | --------- | --------- | --------- | --------------------- | ----------- | ---------------------- | ---------- | ---------- | ------------------------ | -------------- |
| Григорианский календарь              | 11 февраля 1804 | 12 марта   | 10 апреля             | 10 мая    | 8 июня    | 7 июля    | 6 августа             | 4 сентября  | 4 октября              | 2 ноября   | 2 декабря  | 1 января 1805            |                |
| Юлианский календарь                  | 30 января 1804  | 29 февраля | 29 марта              | 28 апреля | 27 мая    | 25 июня   | 25 июля               | 23 августа  | 22 сентября            | 21 октября | 20 ноября  | 20 декабря               |                |
| 2-й год Бунка (Деревянный Бык)       | 1-я луна*       | 2-я луна   | 3-я луна*             | 4-я луна  | 5-я луна* | 6-я луна* | 7-я луна*             | 8-я луна    | 8-я луна* (високосная) | 9-я луна   | 10-я луна  | 11-я луна                | 12-я луна*     |
| Григорианский календарь              | 31 января 1805  | 1 марта    | 31 марта              | 29 апреля | 29 мая    | 27 июня   | 26 июля               | 24 августа  | 23 сентября            | 22 октября | 21 ноября  | 21 декабря               | 20 января 1806 |
| Юлианский календарь                  | 19 января 1805  | 17 февраля | 19 марта              | 17 апреля | 17 мая    | 15 июня   | 14 июля               | 12 августа  | 11 сентября            | 10 октября | 9 ноября   | 9 декабря                | 8 января 1806  |
| 3-й год Бунка (Огненный Тигр)        | 1-я луна        | 2-я луна   | 3-я луна*             | 4-я луна  | 5-я луна* | 6-я луна* | 7-я луна*             | 8-я луна    | 9-я луна*              | 10-я луна  | 11-я луна  | 12-я луна*               |                |
| Григорианский календарь              | 18 февраля 1806 | 20 марта   | 19 апреля             | 18 мая    | 17 июня   | 16 июля   | 14 августа            | 12 сентября | 12 октября             | 10 ноября  | 10 декабря | 9 января 1807            |                |
| Юлианский календарь                  | 6 февраля 1806  | 8 марта    | 7 апреля              | 6 мая     | 5 июня    | 4 июля    | 2 августа             | 31 августа  | 30 сентября            | 29 октября | 28 ноября  | 28 декабря               |                |
| 4-й год Бунка (Огненный Кролик)      | 1-я луна        | 2-я луна   | 3-я луна              | 4-я луна* | 5-я луна  | 6-я луна* | 7-я луна*             | 8-я луна    | 9-я луна*              | 10-я луна* | 11-я луна  | 12-я луна                |                |
| Григорианский календарь              | 7 февраля 1807  | 9 марта    | 8 апреля              | 8 мая     | 6 июня    | 6 июля    | 4 августа             | 2 сентября  | 2 октября              | 31 октября | 29 ноября  | 29 декабря               |                |
| Юлианский календарь                  | 26 января 1807  | 25 февраля | 27 марта              | 26 апреля | 25 мая    | 24 июня   | 23 июля               | 21 августа  | 20 сентября            | 19 октября | 17 ноября  | 17 декабря               |                |
| 5-й год Бунка (Земляной Дракон)      | 1-я луна*       | 2-я луна   | 3-я луна              | 4-я луна* | 5-я луна  | 6-я луна* | 6-я луна (високосная) | 7-я луна*   | 8-я луна               | 9-я луна*  | 10-я луна* | 11-я луна                | 12-я луна*     |
| Григорианский календарь              | 28 января 1808  | 26 февраля | 27 марта              | 26 апреля | 25 мая    | 24 июня   | 23 июля               | 22 августа  | 20 сентября            | 20 октября | 18 ноября  | 17 декабря               | 16 января 1809 |
| Юлианский календарь                  | 16 января 1808  | 14 февраля | 15 марта              | 14 апреля | 13 мая    | 12 июня   | 11 июля               | 10 августа  | 8 сентября             | 8 октября  | 6 ноября   | 5 декабря                | 4 января 1809  |
| 6-й год Бунка (Земляная Змея)        | 1-я луна        | 2-я луна   | 3-я луна*             | 4-я луна  | 5-я луна  | 6-я луна* | 7-я луна              | 8-я луна*   | 9-я луна               | 10-я луна* | 11-я луна  | 12-я луна*               |                |
| Григорианский календарь              | 14 февраля 1809 | 16 марта   | 15 апреля             | 14 мая    | 13 июня   | 13 июля   | 11 августа            | 10 сентября | 9 октября              | 8 ноября   | 7 декабря  | 6 января 1810            |                |
| Юлианский календарь                  | 2 февраля 1809  | 4 марта    | 3 апреля              | 2 мая     | 1 июня    | 1 июля    | 30 июля               | 29 августа  | 27 сентября            | 27 октября | 25 ноября  | 25 декабря               |                |
| 7-й год Бунка (Металлическая Лошадь) | 1-я луна*       | 2-я луна   | 3-я луна*             | 4-я луна  | 5-я луна  | 6-я луна* | 7-я луна              | 8-я луна    | 9-я луна*              | 10-я луна  | 11-я луна* | 12-я луна                |                |
| Григорианский календарь              | 4 февраля 1810  | 5 марта    | 4 апреля              | 3 мая     | 2 июня    | 2 июля    | 31 июля               | 30 августа  | 29 сентября            | 28 октября | 27 ноября  | 26 декабря               |                |
| Юлианский календарь                  | 23 января 1810  | 21 февраля | 23 марта              | 21 апреля | 21 мая    | 20 июня   | 19 июля               | 18 августа  | 17 сентября            | 16 октября | 15 ноября  | 14 декабря               |                |
| 8-й год Бунка (Металлическая Коза)   | 1-я луна*       | 2-я луна*  | 2-я луна (високосная) | 3-я луна* | 4-я луна  | 5-я луна* | 6-я луна              | 7-я луна    | 8-я луна*              | 9-я луна   | 10-я луна  | 11-я луна*               | 12-я луна      |
| Григорианский календарь              | 25 января 1811  | 23 февраля | 24 марта              | 23 апреля | 22 мая    | 21 июня   | 20 июля               | 19 августа  | 18 сентября            | 17 октября | 16 ноября  | 16 декабря               | 14 января 1812 |
| Юлианский календарь                  | 13 января 1811  | 11 февраля | 12 марта              | 11 апреля | 10 мая    | 9 июня    | 8 июля                | 7 августа   | 6 сентября             | 5 октября  | 4 ноября   | 4 декабря                | 2 января 1812  |
| 9-й год Бунка (Водяная Обезьяна)     | 1-я луна*       | 2-я луна   | 3-я луна*             | 4-я луна* | 5-я луна  | 6-я луна* | 7-я луна              | 8-я луна*   | 9-я луна               | 10-я луна  | 11-я луна  | 12-я луна*               |                |
| Григорианский календарь              | 13 февраля 1812 | 13 марта   | 12 апреля             | 11 мая    | 9 июня    | 9 июля    | 7 августа             | 6 сентября  | 5 октября              | 4 ноября   | 4 декабря  | 3 января 1813            |                |
| Юлианский календарь                  | 1 февраля 1812  | 1 марта    | 31 марта              | 29 апреля | 28 мая    | 27 июня   | 26 июля               | 25 августа  | 23 сентября            | 23 октября | 22 ноября  | 22 декабря               |                |
| 10-й год Бунка (Водяной Петух)       | 1-я луна        | 2-я луна*  | 3-я луна              | 4-я луна* | 5-я луна* | 6-я луна* | 7-я луна              | 8-я луна*   | 9-я луна               | 10-я луна  | 11-я луна  | 11-я луна (високосная) * | 12-я луна      |
| Григорианский календарь              | 1 февраля 1813  | 3 марта    | 1 апреля              | 1 мая     | 30 мая    | 28 июня   | 27 июля               | 26 августа  | 24 сентября            | 24 октября | 23 ноября  | 23 декабря               | 21 января 1814 |
| Юлианский календарь                  | 20 января 1813  | 19 февраля | 20 марта              | 19 апреля | 18 мая    | 16 июня   | 15 июля               | 14 августа  | 12 сентября            | 12 октября | 11 ноября  | 11 декабря               | 9 января 1814  |
| 11-й год Бунка (Деревянная Собака)   | 1-я луна        | 2-я луна*  | 3-я луна              | 4-я луна* | 5-я луна* | 6-я луна* | 7-я луна              | 8-я луна*   | 9-я луна               | 10-я луна  | 11-я луна* | 12-я луна                |                |
| Григорианский календарь              | 20 февраля 1814 | 22 марта   | 20 апреля             | 20 мая    | 18 июня   | 17 июля   | 15 августа            | 14 сентября | 13 октября             | 12 ноября  | 12 декабря | 10 января 1815           |                |
| Юлианский календарь                  | 8 февраля 1814  | 10 марта   | 8 апреля              | 8 мая     | 6 июня    | 5 июля    | 3 августа             | 2 сентября  | 1 октября              | 31 октября | 30 ноября  | 29 декабря               |                |
| 12-й год Бунка (Деревянная Свинья)   | 1-я луна        | 2-я луна   | 3-я луна*             | 4-я луна  | 5-я луна* | 6-я луна* | 7-я луна*             | 8-я луна    | 9-я луна*              | 10-я луна  | 11-я луна* | 12-я луна                |                |
| Григорианский календарь              | 9 февраля 1815  | 11 марта   | 10 апреля             | 9 мая     | 8 июня    | 7 июля    | 5 августа             | 3 сентября  | 3 октября              | 1 ноября   | 1 декабря  | 30 декабря               |                |
| Юлианский календарь                  | 28 января 1815  | 27 февраля | 29 марта              | 27 апреля | 27 мая    | 25 июня   | 24 июля               | 22 августа  | 21 сентября            | 20 октября | 19 ноября  | 18 декабря               |                |
| 13-й год Бунка (Огненная Крыса)      | 1-я луна        | 2-я луна   | 3-я луна*             | 4-я луна  | 5-я луна* | 6-я луна  | 7-я луна*             | 8-я луна    | 8-я луна* (високосная) | 9-я луна*  | 10-я луна  | 11-я луна*               | 12-я луна      |
| Григорианский календарь              | 29 января 1816  | 28 февраля | 29 марта              | 27 апреля | 27 мая    | 25 июня   | 25 июля               | 23 августа  | 22 сентября            | 21 октября | 19 ноября  | 19 декабря               | 17 января 1817 |
| Юлианский календарь                  | 17 января 1816  | 16 февраля | 17 марта              | 15 апреля | 15 мая    | 13 июня   | 13 июля               | 11 августа  | 10 сентября            | 9 октября  | 7 ноября   | 7 декабря                | 5 января 1817  |
| 14-й год Бунка (Огненный Бык)        | 1-я луна        | 2-я луна*  | 3-я луна              | 4-я луна  | 5-я луна* | 6-я луна  | 7-я луна*             | 8-я луна    | 9-я луна*              | 10-я луна* | 11-я луна  | 12-я луна*               |                |
| Григорианский календарь              | 16 февраля 1817 | 18 марта   | 16 апреля             | 16 мая    | 15 июня   | 14 июля   | 13 августа            | 11 сентября | 11 октября             | 9 ноября   | 8 декабря  | 7 января 1818            |                |
| Юлианский календарь                  | 4 февраля 1817  | 6 марта    | 4 апреля              | 4 мая     | 3 июня    | 2 июля    | 1 августа             | 30 августа  | 29 сентября            | 28 октября | 26 ноября  | 26 декабря               |                |
| 15-й год Бунка (Земляной Тигр)       | 1-я луна        | 2-я луна   | 3-я луна*             | 4-я луна  | 5-я луна* | 6-я луна  | 7-я луна              | 8-я луна*   | 9-я луна               | 10-я луна* | 11-я луна* | 12-я луна                |                |
| Григорианский календарь              | 5 февраля 1818  | 7 марта    | 6 апреля              | 5 мая     | 4 июня    | 3 июля    | 2 августа             | 1 сентября  | 30 сентября            | 30 октября | 28 ноября  | 27 декабря               |                |
| Юлианский календарь                  | 24 января 1818  | 23 февраля | 25 марта              | 23 апреля | 23 мая    | 21 июня   | 21 июля               | 20 августа  | 18 сентября            | 18 октября | 16 ноября  | 15 декабря               |                |

* звёздочкой отмечены короткие месяцы (луны) продолжительностью 29 дней. Остальные месяцы длятся 30 дней.